# PubMed Central
PubMed Central (PMC) is een initiatief van het Amerikaanse National Center for Biotechnology Information waar biomedische artikelen als open access op het internet beschikbaar worden gemaakt. Een Europese versie heet Europe PubMed Central.